# Colonias de la alcaldía Cuauhtémoc
La alcaldía Cuauhtémoc, en la Ciudad de México tiene 33 colonias bajo su jurisdicción. Cuenta con una gran diversidad socioeconómico-territorial, habiendo colonias habitadas principalmente por personas favorecidas económicamente como la Condesa al sur-poniente de la alcaldía o colonias como la Morelos, conocidas por sus altos índices de criminalidad y presencia del crimen organizado.

## Administración Territorial en Cuauhtémoc
La alcaldía se organiza territorialmente en 6 coordinaciones territoriales, a saber:
- Santa María-Tlatelolco.
- Tepito-Guerrero.
- Juárez-San Rafael.
- Centro Histórico.
- Roma-Condesa.
- Obrera-Doctores.

## Historia
La alcaldía es el epicentro de la historia de la ciudad, y por lo tanto del país mismo. Es en el actual Centro Histórico dónde se fundó la ciudad en el año de 1325, por indígenas chichimecas errantes más tarde conocidos como mexicas o aztecas. Siglos después, con la conquista y posterior independencia de México, la ciudad adquirió un carácter organizativo de tipo europeo, aunque, a diferencia de las ciudades europeas, en una zona pantanosa e inundable, lo que limitó el crecimiento de la ciudad tanto territorial como demográficamente. Las inundaciones y sismos, recurrentes en este periodo, causaron una sangría poblacional que terminó por fundar y sostener demográficamente a ciudades como Puebla de los Ángeles o los centros mineros del centro-norte del actual México, cuya arquitectura colonial es mucho más florida que la que hay en la Ciudad de México.
No es sino hasta finales del siglo XIX que las obras de desagüe del Lago de Texcoco (principal responsable de las inundaciones en la entonces pequeña Ciudad de México) iniciadas durante el periodo colonial llegan a su fin con la inauguración del Gran Canal del Desagüe por el presidente Porfirio Díaz, con lo que la expansión territorial de la ciudad comienza a un ritmo vertiginoso. Es en este periodo cuando se inauguran las colonias pericéntricas porfinianas de abolengo, en concreto las colonias Condesa, la Roma, la Colonia San Rafael, Santa María la Ribera, la Hipódromo y la Cuauhtémoc, las cuales aún conservan su carácter y personalidad como colonias históricas y bohemias (en mayor o menor medida). Otras colonias que también fueron fundadas bajo este mismo concepto han perdido su valor comercial y actualmente presentan altos índices de abandono, comercio informal y delincuencia o prostitución, como son las colonias Buenavista, Guerrero o Morelos (en mayor o menor medida).
La última colonia en ser fundada fue Tlatelolco, a principios de los años sesenta por el presidente Adolfo López Mateos, en un concepto de Unidad Habitacional de alta densidad de población, extensas áreas verdes y comercios en planta baja. El proyecto se le adjudica al Arquitecto Mario Pani Darqui y enarbola los ideales de la arquitectura del Movimiento Moderno.

### Bando 2
Debido a su condición como la alcaldía más céntrica del Área Metropolitana de la Ciudad de México, la alcaldía sufrió durante la segunda mitad del siglo XX un importante descenso poblacional debido al recambio de uso de suelo de habitacional a comercial y oficinas, es decir, las familias habitantes de la alcaldía o los caseros poseedores de inmuebles prefirieron, en un determinado momento, abandonar sus viviendas para utilizarlas como comercios debido al gran bullicio que ocasiona el estar en la zona más central de la ciudad. 
La población de la alcaldía ha pasado de 923 000 en 1970 hasta 535 000 en 2010, con una baja especialmente importante en 1985 debido a los terremotos del 19 de septiembre que fueron muy duros con esta alcaldía.
Se calcula que la población flotante de la alcaldía alcanza los 5 millones de personas. Mientras que los residentes son apenas 535 000. Frente a ésta disparidad, y para fomentar el ahorro energético de combustibles necesarios para el transporte de personal y de horas productivas por trabajador, el Gobierno del Distrito Federal fomentó, a partir del año 2000 y hasta el 2007 el llamado Bando 2, que establecía el repoblamiento intensivo de las delegaciones de la Ciudad Central (Cuauhtémoc, Benito Juárez, Venustiano Carranza y Miguel Hidalgo). El bando prohibió el desarrollo de grandes conjuntos habitacionales fuera de las delegaciones centrales.
Debido a la alta plusvalía de los desarrollos construidos, pronto los desarrolladores dejaron de construir vivienda de Interés Social para enfocarse en los intereses Medio y Residencal. El número de habitantes en Benito Juárez sólo creció 7,9%, en Cuauhtémoc 4,4%, en Miguel Hidalgo 5,5%, y en Venustiano Carranza, contrario a los objetivos de ese ordenamiento, la población decreció 7,08%. La implementación de políticas de vivienda que no van acompañadas de subsidios estatales, están destinadas al fracaso, como en el ejemplo anterior. La redensificación del centro de la ciudad estuvo disponible únicamente a quienes pudieran pagarlo, por lo que sus resultados fueron muy debajo de los objetivos.
A pesar de la situación anterior, colonias antiguas tienen un gran potencial de crecimiento en los sectores medios inmobiliarios y el valor comercial de colonias, hasta hace unos años en abandono, ha ido en gran aumento; por ejemplo las colonias Guerrero, Buenavista y hasta la Doctores.

## Listado de colonias
Teniendo una base conceptual histórica se enlistan las colonias de la alcaldía partiendo de la coordinación territorial a la que pertenecen:

### Santa María-Tlatelolco
En el extremo nor-poniente de la alcaldía.
- Santa María la Ribera.
- Santa María Insurgentes.
- Atlampa.
- Tlatelolco
- Buenavista
- San Simón Tolnáhuac.

### Tepito-Guerrero
En el extremo nor-oriente de la alcaldía.
- Guerrero.
- Morelos (colonia de la cual forma parte el Barrio Bravo de Tepito).
- Peralvillo.
- Ex-Hipódromo de Peralvillo.
- Maza.
- Felipe Pescador.
- Valle Gómez.

### Juárez-San Rafael
En la zona centro-poniente de la alcaldía.
- Juárez (de la cual forma parte la Zona Rosa)
- San Rafael.
- Cuauhtémoc.
- Renacimiento | Cuauhtémoc.
- Tabacalera.

### Centro Histórico
En la zona centro-Oriente de la alcaldía
- Centro

### Roma-Condesa
En la parte sur-poniente de la alcaldía.
- Hipódromo.
- Hipódromo de la Condesa.
- Condesa.
- Roma Norte.
- Roma Sur.

### Doctores-Obrera
En la zona sur-oriente de la alcaldía.
- Doctores
- Obrera.
- Tránsito.
- Buenos Aires.
- Algarín
- Paulino Navarro.
- Asturias
- Ampliación Asturias.
- Esperanza.
- Vista Alegre.

- Datos: Q16491184